# 응아삐
응아삐(버마어: ငါးပိ)는 미얀마의 새우장 또는 어장이다. 페이스트 형태의 발효 염장 식품으로, 소금에 절인 생선이나 새우를 발효하여 간 다음 햇볕에 말려 만든다. 지역에 따라, 주재료에 따라 다양한 응아삐가 존재한다.

## 같이 보기
- 까삐
- 블라찬